# Ricsei Erdő Természetvédelmi Terület

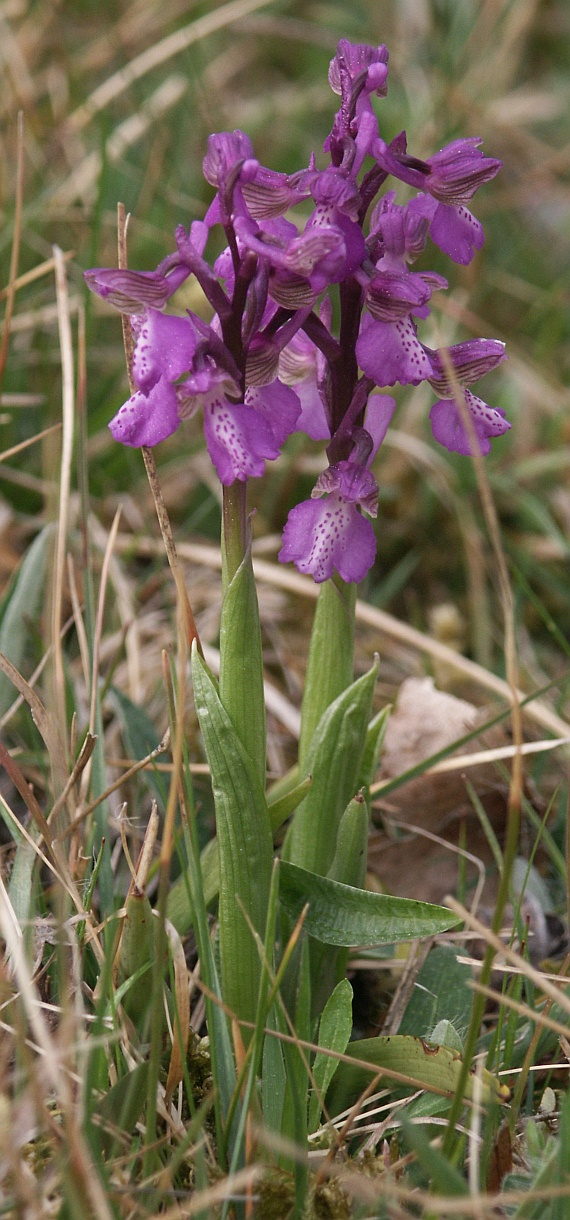
Agárkosbor

A Ricsei-erdő Túrricsétől északkeletre fekszik. A Szatmár-beregi Tájvédelmi Körzet része.
A terület növény- és madárvilága miatt fokozottan védett, – csak csoportosan és kísérővel – látogatható.

## Leírása
Az erdő a Szatmári-síkság gyertyános tölgyeseinek egyik mozaikdarabkája, mely  a természetvédelem szempontjából is kiemelt fontosságú, mivel az Alföldön már szinte csak e tájon maradt meg régi formájában.

## Növényvilága

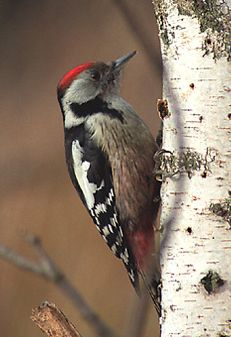
Közép fakopáncs

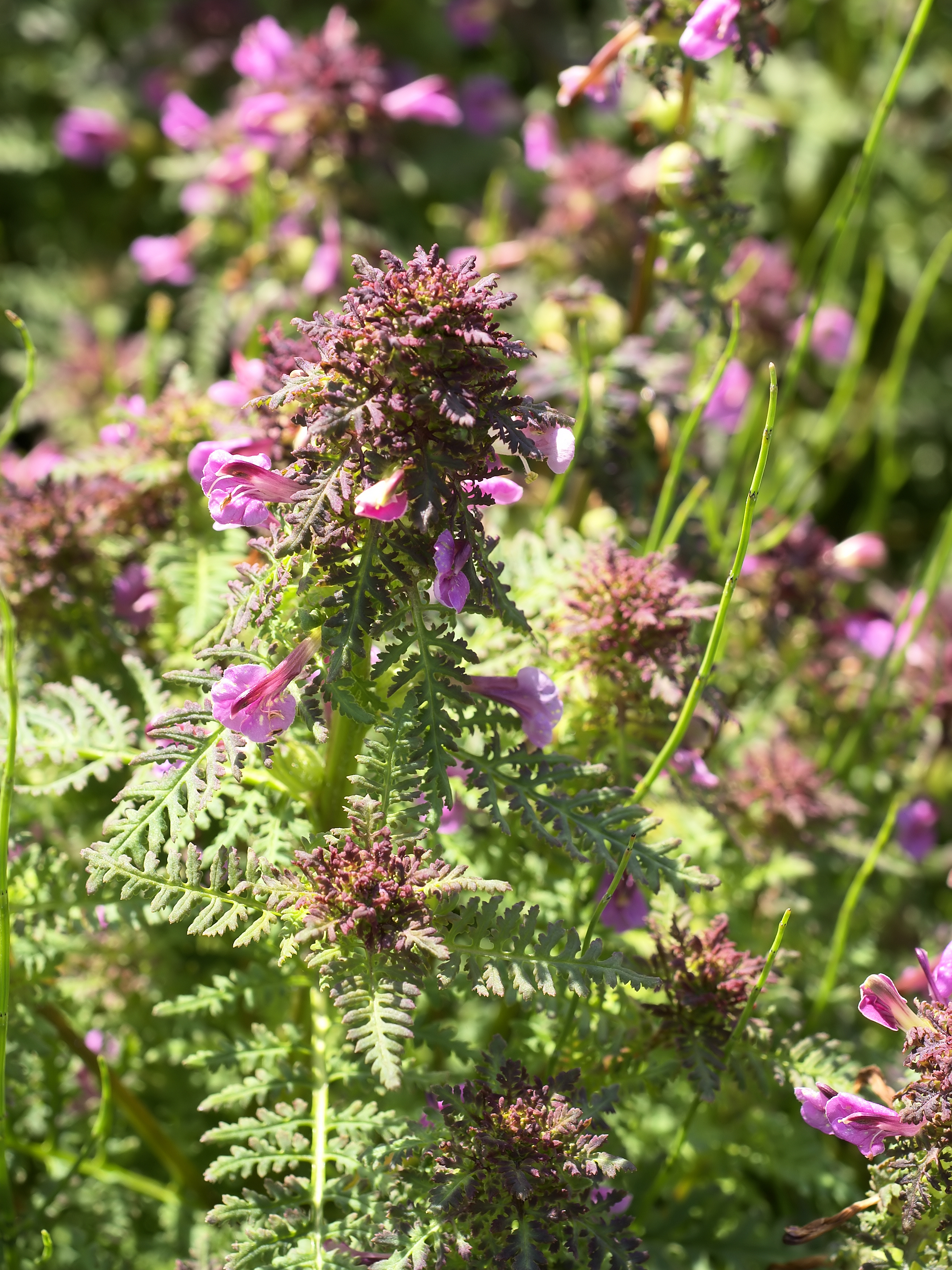
Posványkakastaréj (Pedicularis palustris)

Az erdő fő fafajai a kocsányos tölgy és a közönséges gyertyán. Elegyfái pedig a vadcseresznye, mezei szil, magyar kőris, mezei juhar. Cserjeszintjét a veresgyűrű som, csíkos kecskerágó, cseregalagonya alkotja.
Gyepszintjében; tisztásain, legelőin megszámlálhatatlan mennyiségben nő az agárkosbor, de gyakori itt a gyöngyvirág, a salamonpecsét, orvosi tüdőfű, szagos müge is. A Túr töltése mentén pedig a ritka posványkakastaréj (Pedicularis palustris) virít.

## Állatvilága
A Ricsei-erdő legnagyobb értékét különösen gazdag madárvilága adja. 
Itt fészkel a darázsölyv, a fekete gólya, de megtalálható itt a kis fakopáncs, közép fakopáncs, fekete harkály, szürke küllő is.

## Galéria

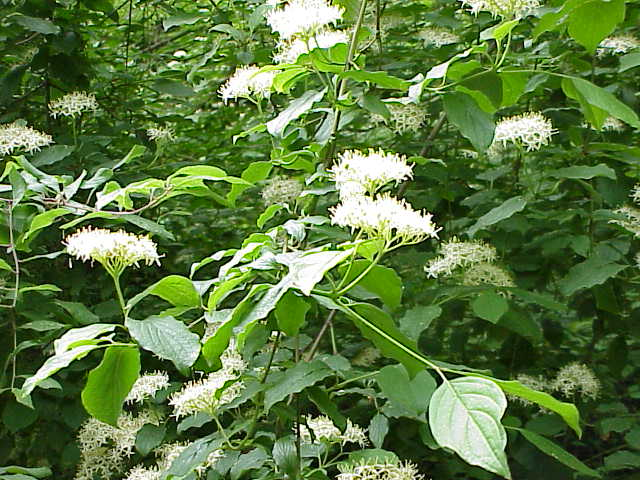
Veresgyűrű som virága
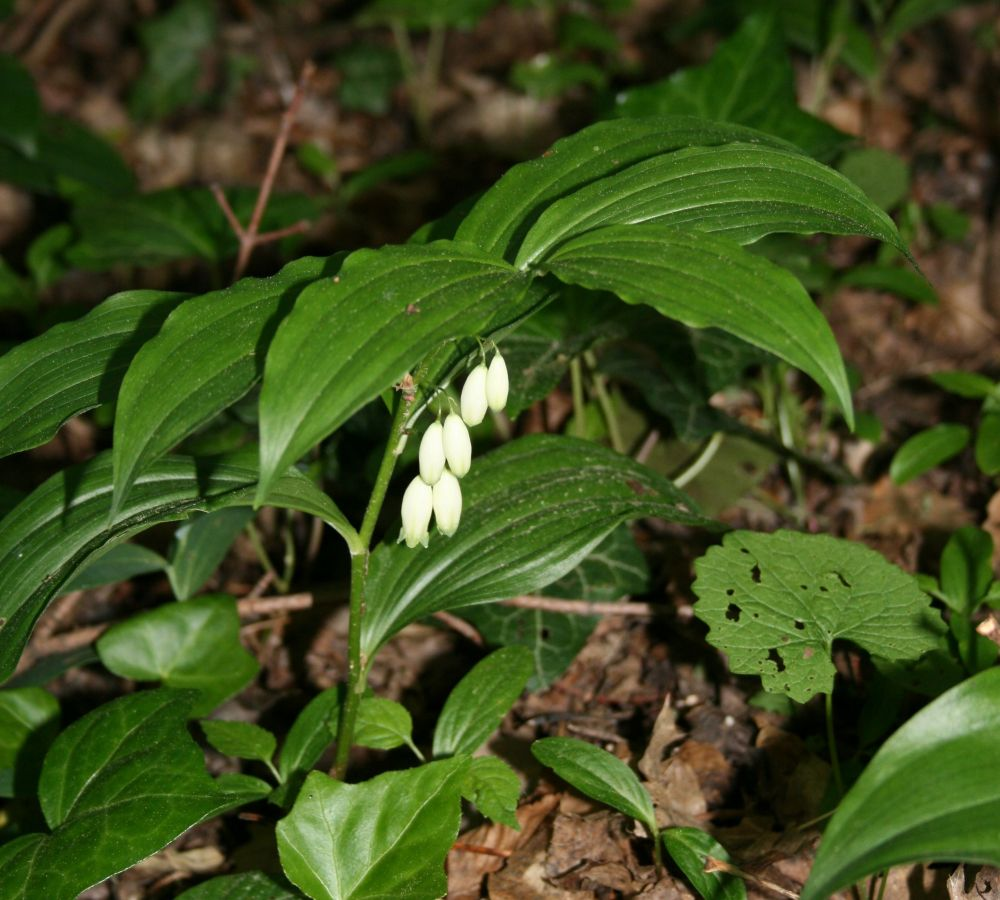
Salamonpecsét
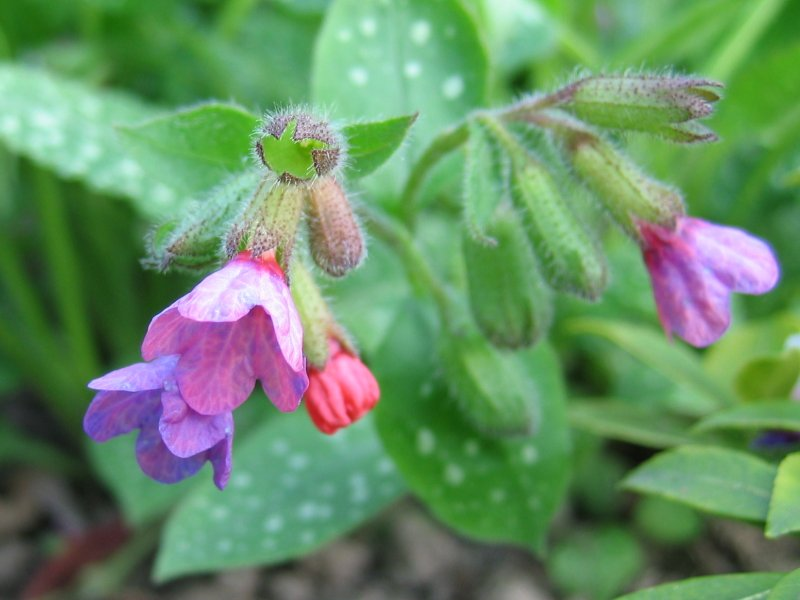
Pettyegetett tüdőfű
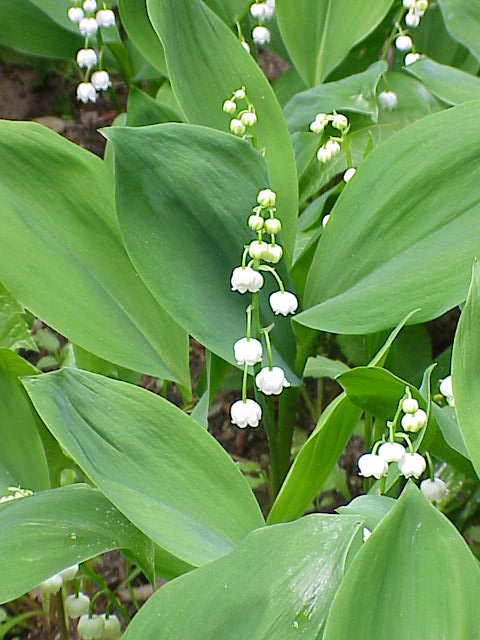
Gyöngyvirág
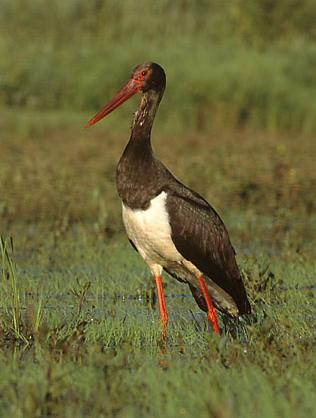
Fekete gólya
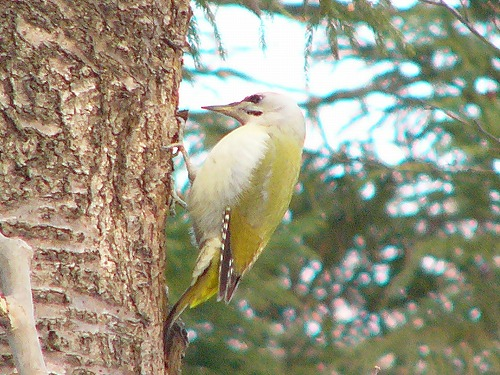
Szürke küllő
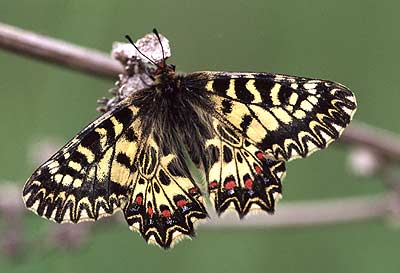
Farkasalmalepke
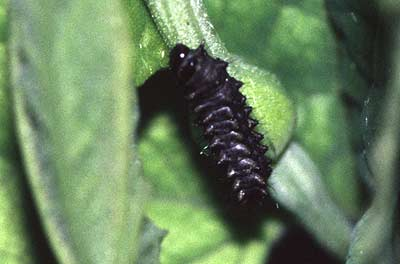
A farkasalmalepke hernyója